# Псусеннес III
Псусеннес III (Пасебахаиннуит) — верховный жрец Амона в Фивах в Древнем Египте с 976 года до н. э. до 943 года до н. э.
О Псусеннесе известно крайне мало. Его обычно отождествляют с последним фараоном XXI династии Псусеннесом II. Его имя было обнаружено на документе, найденном в тайнике DB-320 в Дейр-эль-Бахри, который упоминает его как сына верховного жреца Амона Пинеджема II. Это говорит в пользу того, что он и Псусеннес II — одно и то же лицо, так как Пинеджем II умер на десятом году царствования Сиамона, который был прямым предшественником Псусеннеса II.
По другой теории следует то, что Псусеннес II правил в Танисе, а его младший брат в Фивах. Этим младшим братом возможно и был Псусеннес III.